# Demandice
Demandice é um município da Eslováquia, situado no distrito de Levice, na região de Nitra. Tem 21,92 km² de área e sua população em 2018 foi estimada em 969 habitantes.

## Demografia
| Ano:        | 1994 | 2004   | 2014   | 2024  |
| ----------- | ---- | ------ | ------ | ----- |
| Broj ljudi: | 1031 | 1001   | 1000   | 915   |
| Razlika:    |      | -2,90% | -0,09% | -8,5% |

| Ano:               | 2023 | 2024   |
| ------------------ | ---- | ------ |
| Número de pessoas: | 919  | 915    |
| Diferença:         |      | -0,43% |